# 16 de dezembro
16 de dezembro é o 350.º dia do ano no calendário gregoriano (351.º em anos bissextos). Faltam 15 dias para acabar o ano.

## Eventos históricos

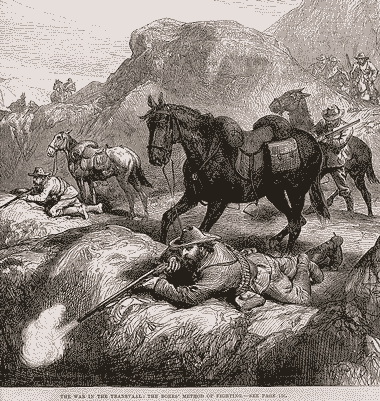
1880: Início da Primeira Guerra dos Bôeres

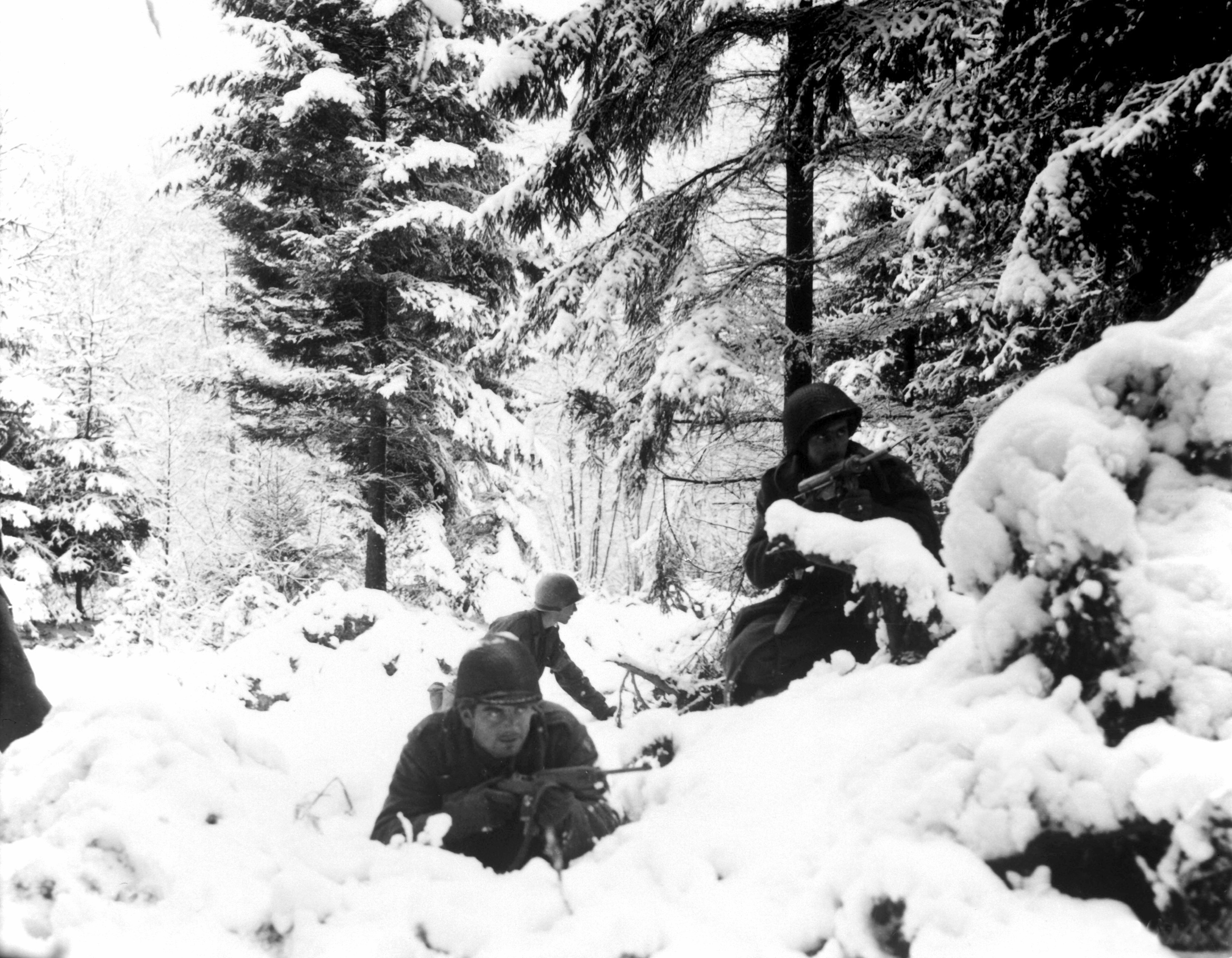
1944: Batalha do Bulge

- 0714 — Pepino de Herstal, prefeito do palácio merovíngio, morre em Jupille (atual Bélgica). É sucedido por seu neto Teodoaldo, enquanto sua esposa Plectruda detém o poder real no Reino Franco.
- 0755 — An Lushan se revolta contra o chanceler Yang Guozhong em Yanjing, iniciando a Rebelião de An Lushan durante a dinastia Tang da China.
- 1431 — Henrique VI de Inglaterra é coroado Rei de França na Catedral de Notre-Dame de Paris, segundo as disposições do Tratado de Troyes que não foram depois reconhecidas pelos franceses.
- 1497 — Vasco da Gama passa pelo rio Great Fish, de onde Bartolomeu Dias havia retornado para Portugal.
- 1575 — Um terremoto com magnitude estimada de 9,0 Mw atinge Valdivia, Chile.[1]
- 1598 — Guerra Imjin: Batalha de Noryang: A batalha final da Guerra é travada entre a China e as forças aliadas coreanas e as marinhas japonesas, resultando em uma vitória decisiva das forças aliadas.
- 1653 — Oliver Cromwell torna-se Lord Protector de Inglaterra, Escócia e Irlanda, em substituição à figura do rei.
- 1761 — Guerra dos Sete Anos: Após um cerco de quatro meses, os russos sob o comando de Pyotr Rumyantsev tomam a fortaleza prussiana de Kołobrzeg.
- 1773 — Revolução Americana: Festa do Chá de Boston: membros dos Filhos da Liberdade disfarçados de índios mohawk lançam ao mar o carregamento de chá de três navios no porto de Boston como um protesto contra a Lei do Chá.
- 1815 — O rei D. João VI eleva o Brasil à categoria de Reino Unido de Portugal, Brasil e Algarves.
- 1826 — Benjamin W. Edwards cavalga para Nacogdoches, controlada pelo México, e se declara governante da República da Fredônia.
- 1830 — Império do Brasil: O Código Criminal é promulgado.
- 1843 — A descoberta dos octônios por John T. Graves, que os denotou com O em negrito, foi anunciada a seu amigo matemático William Rowan Hamilton, descobridor de quatérnios, em uma carta nesta data.
- 1880 — Início da Primeira Guerra dos Bôeres entre a República Boer da África do Sul e o Império Britânico.
- 1912 — Primeira Guerra Balcânica: a Marinha Real Helênica derrota a Marinha Otomana na Batalha de Elli.
- 1920
  - É nomeado em Portugal o 34.º governo republicano, chefiado pelo presidente do Ministério Francisco da Cunha Leal.
  - O terremoto de Haiyuan de 8,5 Mw, abala a província de Gansu na China, matando cerca de 200 000.[2]
- 1938 — Adolf Hitler institui a Cruz de Honra das Mães Alemãs.
- 1942 — O Holocausto: O chefe da Schutzstaffel, Heinrich Himmler, ordena que os candidatos ciganos ao extermínio sejam deportados para Auschwitz.
- 1944 — Segunda Guerra Mundial: a Batalha do Bulge começa com a ofensiva surpresa de três exércitos alemães pela floresta das Ardenas.
- 1946 — Reino da Tailândia é admitido como Estado-Membro da ONU.
- 1960 — Um Douglas DC-8 da United Airlines e um Super Constellation da TWA colidem sobre Staten Island, Nova York e caem, matando todas as 128 pessoas a bordo de ambas as aeronaves e mais seis em solo.
- 1963 — Quênia, então um reino da Comunidades das Nações (atualmente é uma república, a República do Quênia) é admitido como Estado-Membro da ONU.
- 1968 — Concílio Vaticano II: revogação oficial do Édito de Expulsão dos Judeus da Espanha.
- 1971
  - Guerra de Independência de Bangladesh e Guerra Indo-Paquistanesa de 1971: o cessar-fogo do Exército do Paquistão encerra os dois conflitos. É comemorado anualmente como Dia da Vitória em Bangladesh e como Vijay Diwas na Índia.
  - O Reino Unido reconhece a independência do Bahrein, que é comemorada anualmente como o Dia Nacional do Bahrein.
- 1972 — Massacre de Wiriyamu em Moçambique, no contexto da Guerra Colonial Portuguesa.
- 1986 — Jeltoqsan: Revoltas eclodem em Alma-Ata, República Socialista Soviética do Cazaquistão, em resposta à demissão do líder soviético Mikhail Gorbachev do cazaque étnico Dinmukhamed Kunaev, o Primeiro Secretário do Partido Comunista do Cazaquistão, e sua substituição por Gennady Kolbin, um russo étnico da República Socialista Federativa Soviética da Rússia.
- 1989 — Revolução Romena: Protestos eclodem em Timişoara, Romênia, em resposta a uma tentativa do governo de expulsar o pastor húngaro dissidente László Tőkés.
- 1990 — O Acordo Ortográfico da Língua Portuguesa é um tratado internacional firmado com o objetivo de criar uma ortografia unificada para o português, a ser usada por todos os países de língua oficial portuguesa.
- 1991 — O Cazaquistão declara independência da União Soviética.
- 1998 — Crise de desarmamento do Iraque: Operação Raposa do Deserto: os Estados Unidos e o Reino Unido bombardeiam alvos no Iraque.
- 2002 — Publicada primeira proposta de licenças Creative Commons.
- 2011 — Massacre de Zhanaozen: Protestos violentos de petroleiros ocorrem em Zhanaozen, no Cazaquistão, causando 16 mortos e 100 feridos pelas forças de segurança.[3]
- 2012 — Corinthians é bicampeão mundial em cima do Chelsea, com um placar de 1 x 0.
- 2014 — Militantes do Tehrik-i-Taliban Pakistan atacam uma Escola Pública do Exército em Peshawar, Paquistão, matando 145 pessoas, a maioria crianças em idade escolar.
- 2021 — Supertufão Rai atinge as Filipinas matando 408 pessoas. O ciclone tropical foi considerado o mais mortal do ano.[4]
- 2022 — Um deslizamento de terra ocorre em um acampamento em uma fazenda orgânica perto da cidade de Batang Kali, em Selangor, Malásia, prendendo 92 pessoas e matando 31.[5]

## Nascimentos

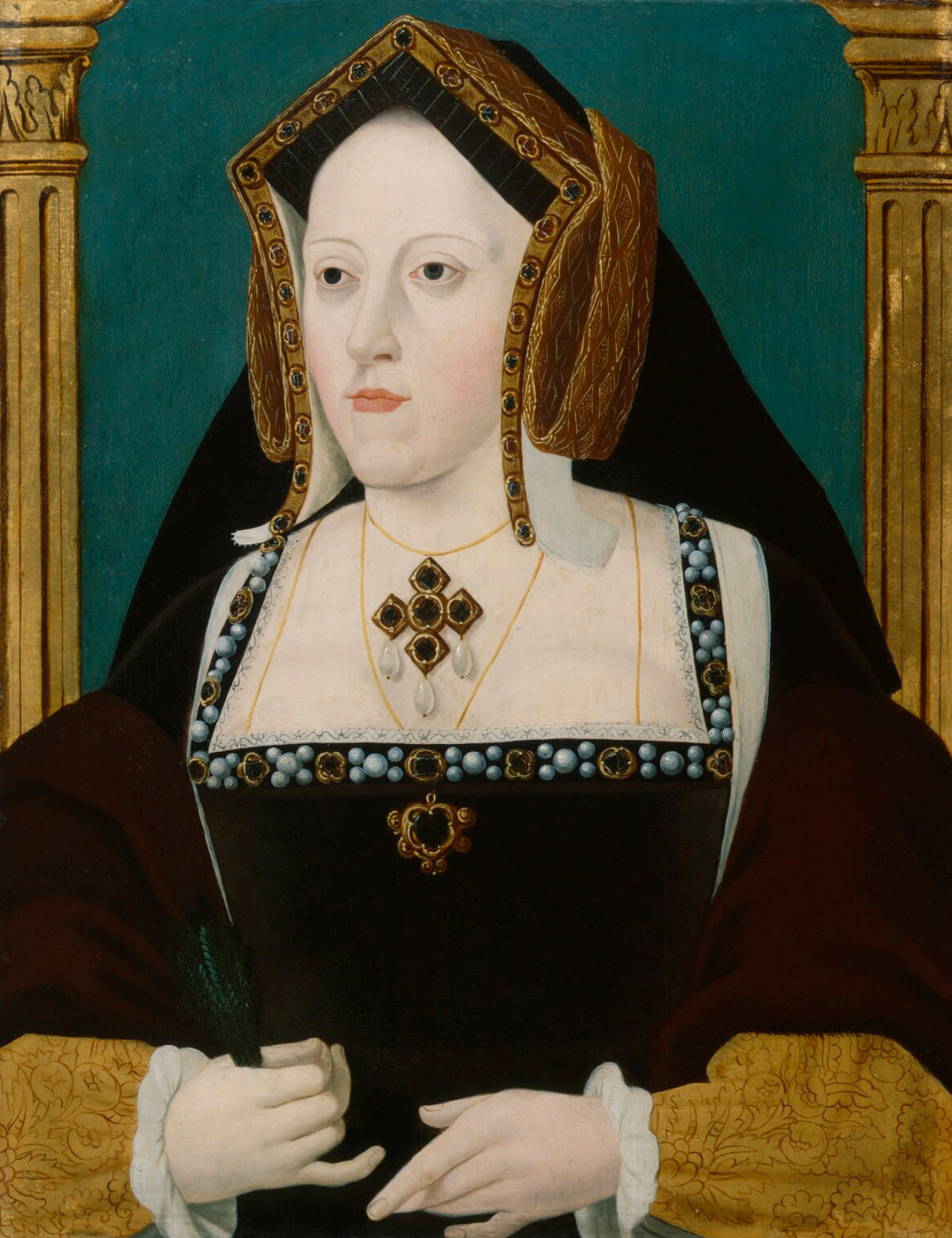
Catarina de Aragão

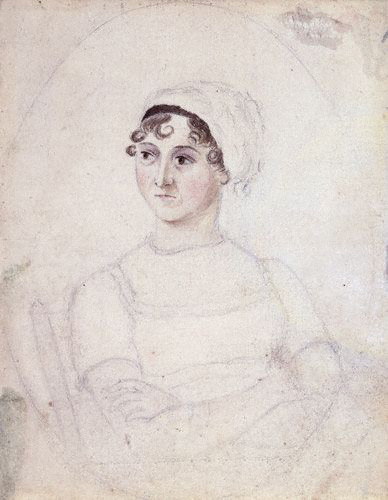
Jane Austen

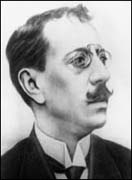
Olavo Bilac

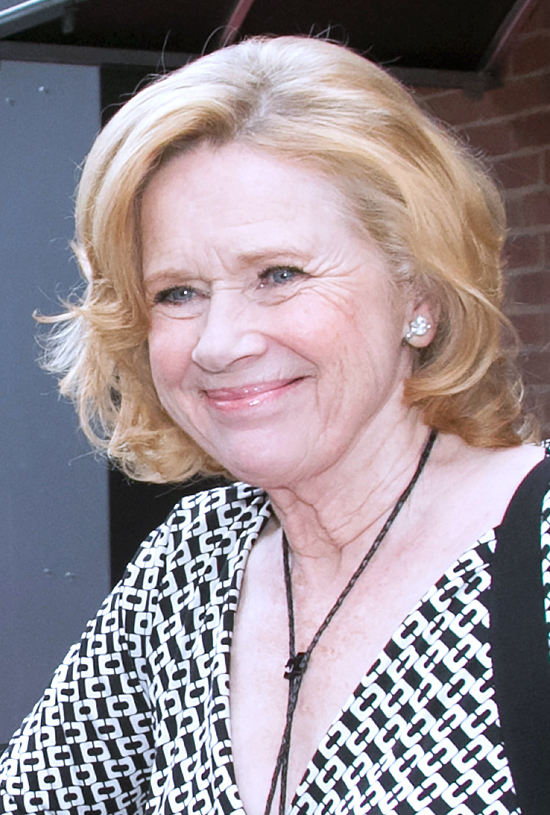
Liv Ullmann

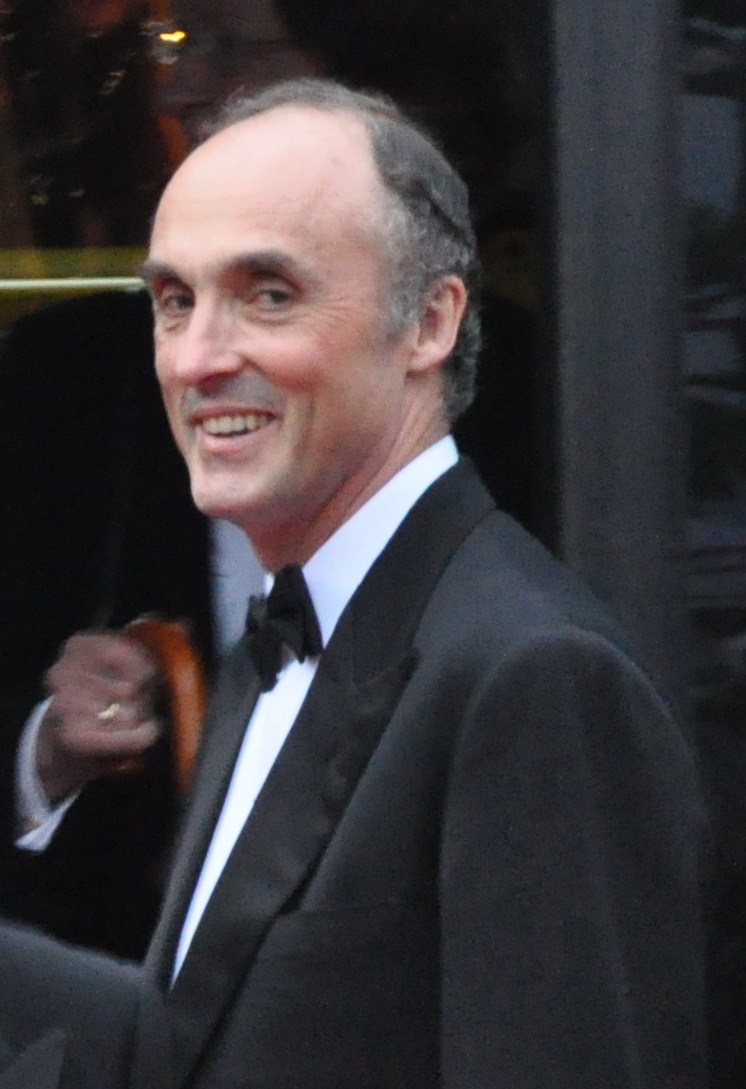
Lorenzo da Áustria-Este

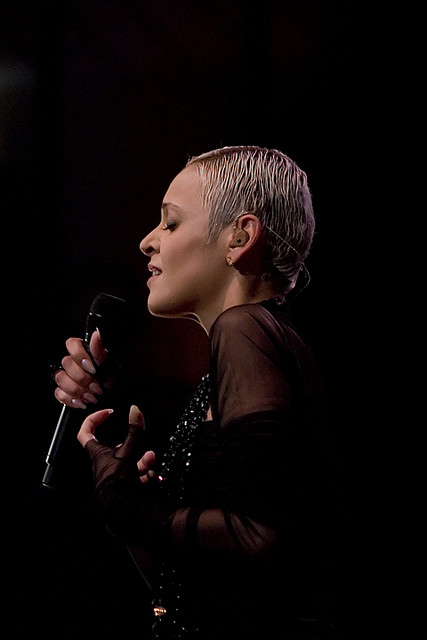
Mariza

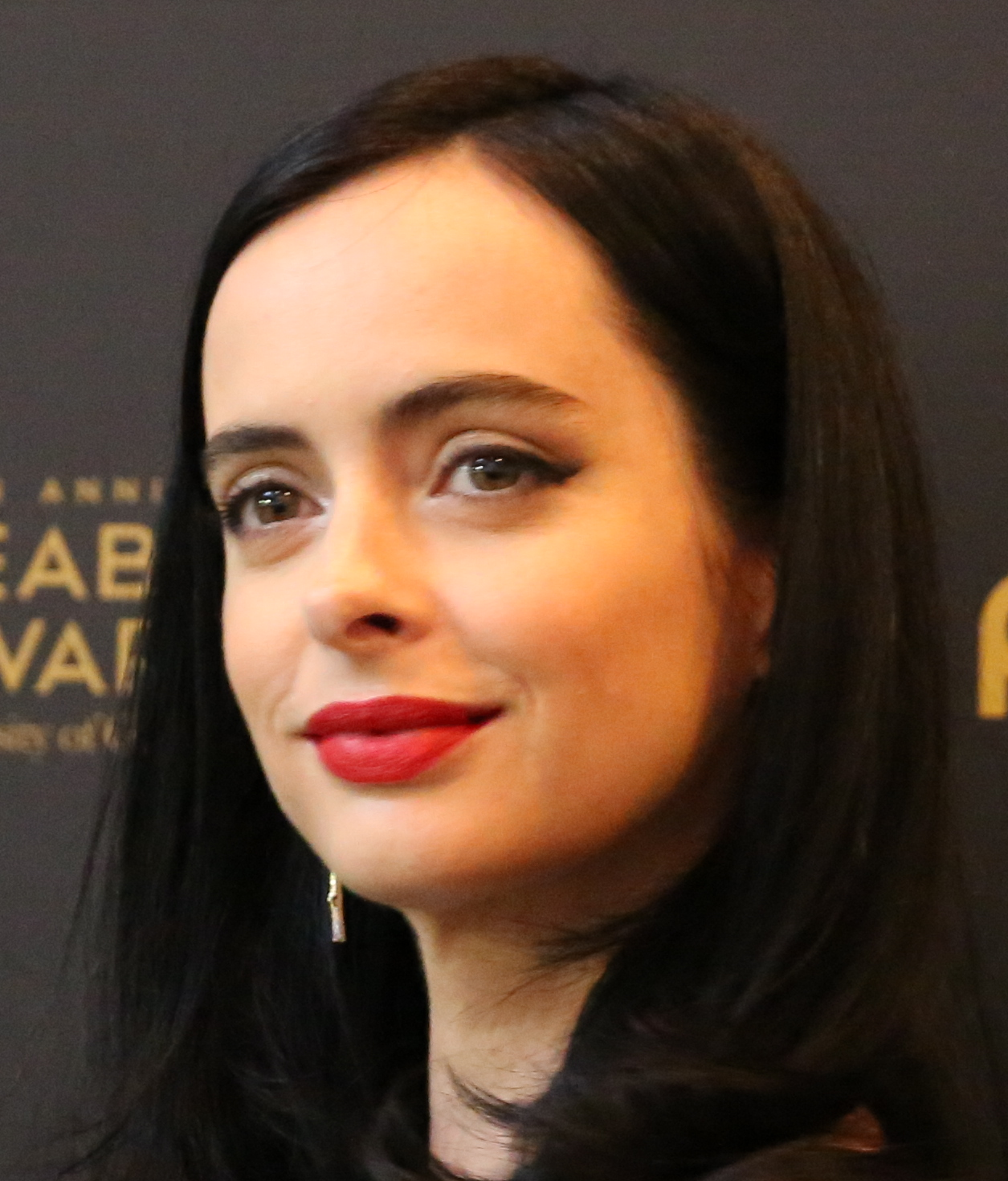
Krysten Ritter

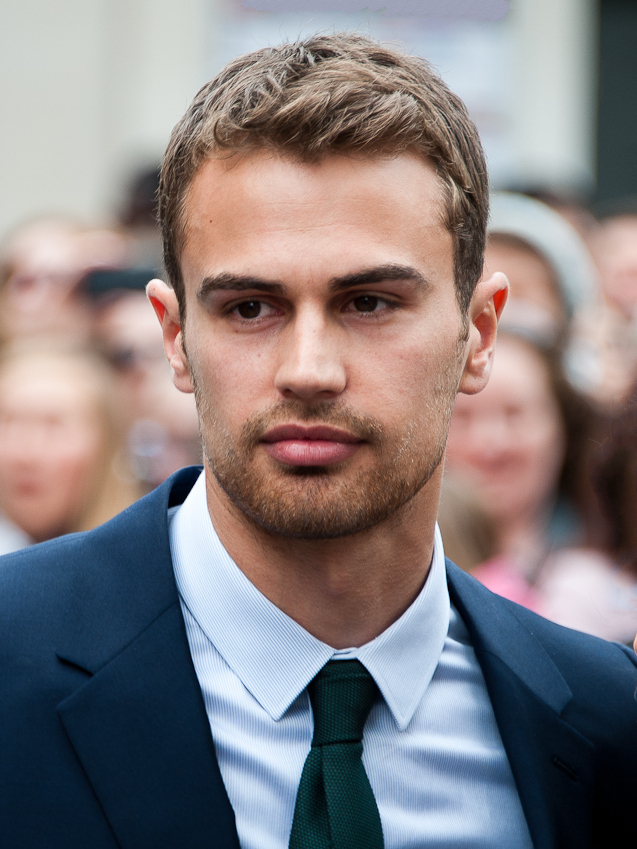
Theo James

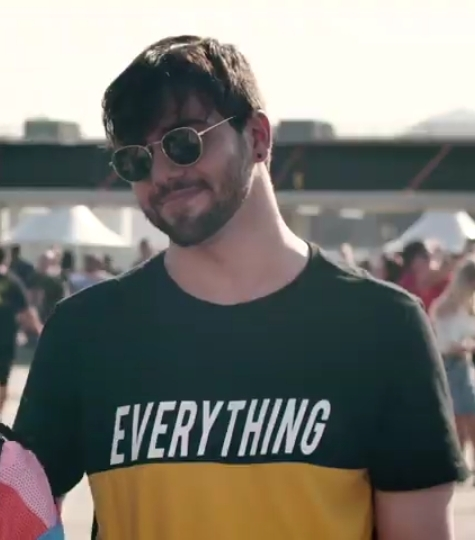
T3ddy

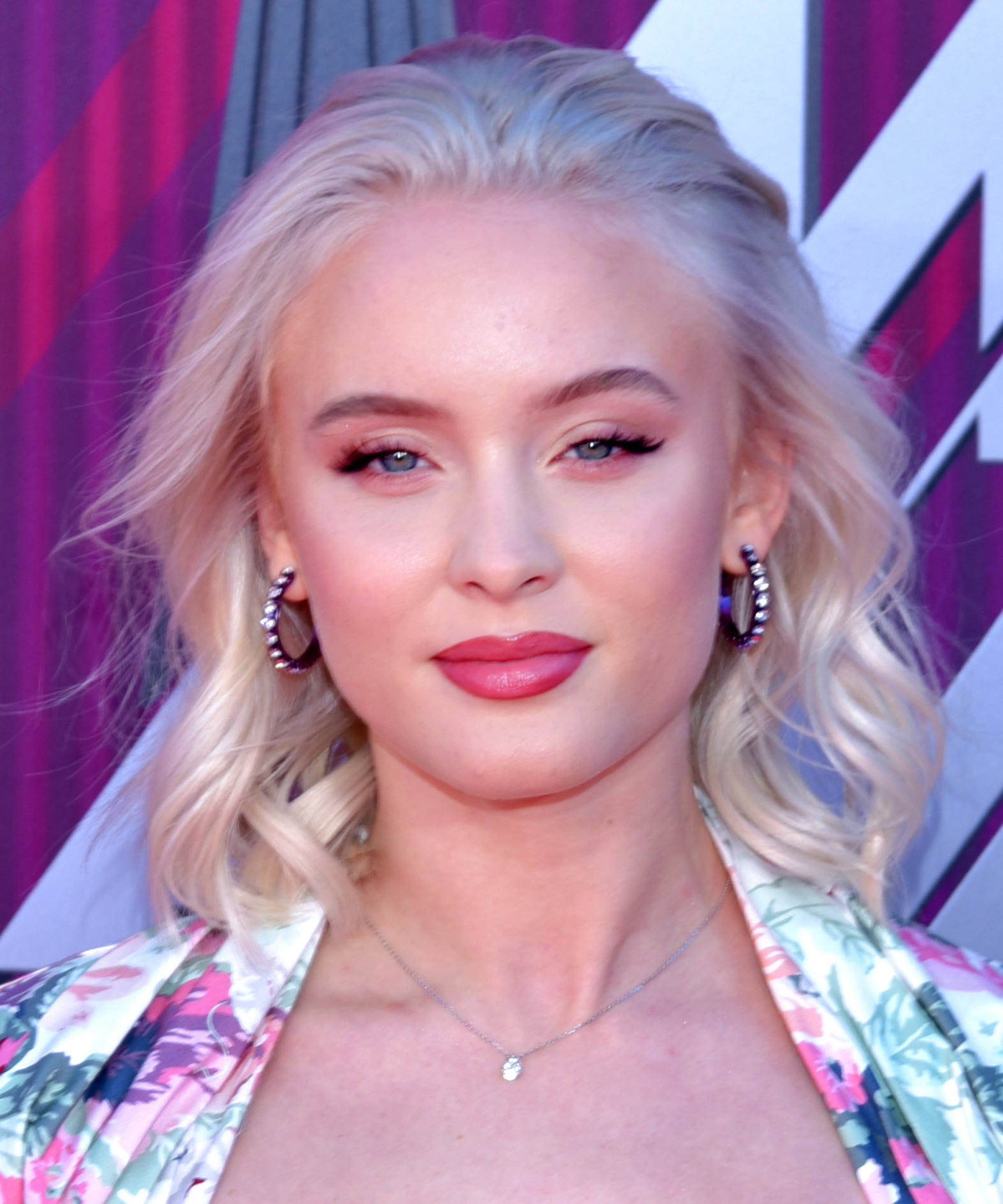
Zara Larsson

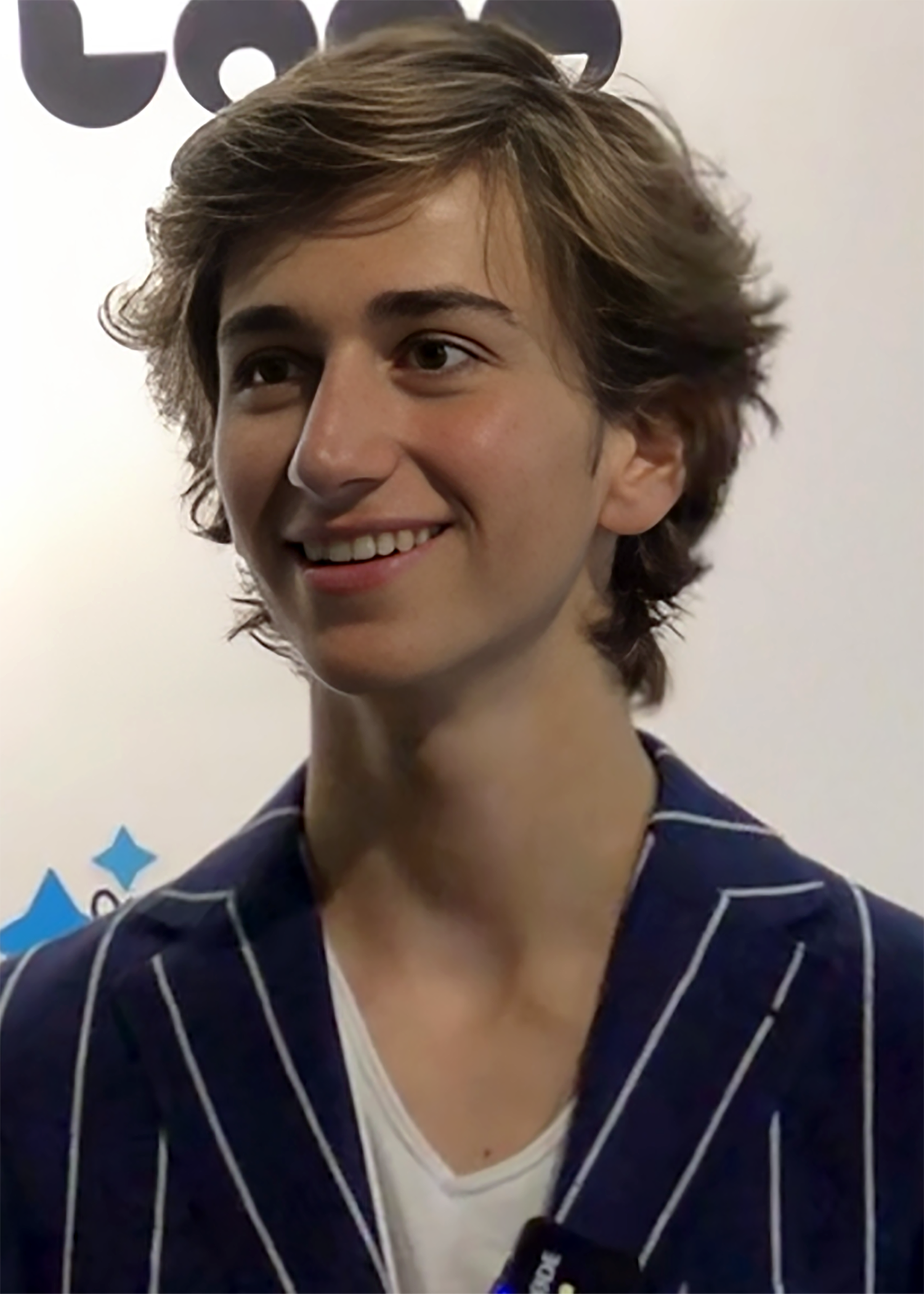
Sebastian Croft

### Anteriores ao século XIX
- 1485 — Catarina de Aragão (m. 1536).
- 1534 — Hans Bol, pintor e miniaturista flamengo (m. 1593).
- 1535 — Lucrécia d'Este, duquesa de Urbino (m. 1598).
- 1585 — Lívia Della Rovere, duquesa de Urbino (m. 1641).
- 1622 — Cort Adeler, navegador norueguês (m. 1675).
- 1625 — Erhard Weigel, astrônomo, matemático e filósofo alemão (m. 1699).
- 1673 — Joana Sofia de Hohenlohe-Langemburgo, condessa de Eschaumburgo-Lipa (m. 1743).
- 1714 — George Whitefield, pastor e missionário britânico (m. 1770).
- 1742 — Gebhard Leberecht von Blücher, marechal alemão (m. 1819).
- 1775
  - Jane Austen, romancista britânica (m. 1817).
  - François-Adrien Boieldieu, compositor francês (m. 1834).
- 1776 — Johann Wilhelm Ritter, químico, físico e filósofo alemão (m. 1810).
- 1790 — Leopoldo I da Bélgica (m. 1865).

### Século XIX
- 1804 — Viktor Bunyakovsky, matemático russo (m. 1889).
- 1805 — Isidore Geoffroy Saint-Hilaire, zoólogo, etólogo e ornitólogo francês (m. 1861).
- 1825 — Henry Heth, general estadunidense (m. 1899).
- 1834 — Léon Walras, economista francês (m. 1910).
- 1849 — Raphael Augusto de Souza Campos, político brasileiro (m. 1913).
- 1861 — Antonio de La Gandara, ilustrador e pintor francês (m. 1917).
- 1863 — George Santayana, filósofo espanhol (m. 1952).
- 1865
  - Madre Paulina, santa católica ítalo-brasileira (m. 1942).
  - Olavo Bilac, poeta brasileiro (m. 1918).
- 1866 — Wassily Kandinsky, pintor russo (m. 1944).
- 1872 — Anton Ivanovich Denikin, militar russo (m. 1947).
- 1877
  - Kichisaburō Nomura, militar e político japonês (m. 1964).
  - Artur Bodanzky, maestro austríaco (m. 1939).
- 1882
  - Zoltán Kodály, compositor, etnomusicólogo e filósofo húngaro (m. 1967).
  - Walther Meißner, engenheiro e físico alemão (m. 1974).
- 1883 — Cyrille Van Hauwaert, ciclista belga (m. 1974).
- 1887 — Johann Radon, matemático austríaco (m. 1956).
- 1888
  - Alexandre da Iugoslávia (m. 1934).
  - Ivan Osiier, esgrimista dinamarquês (m. 1965).
- 1899 — Joseph Van Daele, ciclista belga (m. 1948).
- 1891
  - Kurt Brennecke, militar alemão (m. 1982).
  - Ferenc Szüts, ginasta húngaro (m. 1966).
- 1899 — Noël Coward, dramaturgo, ator, diretor e compositor britânico (m. 1973).
- 1900 — Rudolf Diels, militar e político alemão (m. 1957).

### Século XX

#### 1901–1950
- 1901 — Nikolai Vatutin, militar russo (m. 1944).
- 1902 — Rafael Alberti, dramaturgo e escritor espanhol (m. 1999).
- 1905 — Piet Hein, matemático, escritor e poeta dinamarquês (m. 1996).
- 1906 — Luso de Barros Matos, presbítero católico brasileiro (m. 1987).
- 1908
  - Sonja Graf, enxadrista alemã (m. 1965).
  - Hans Schaffner, político suíço (m. 2004).
- 1910 — Áttila de Carvalho, futebolista brasileiro (m. ?).
- 1917 — Arthur C. Clarke, romancista de ficção britânico (m. 2008).
- 1918 — Pierre Delanoë, compositor francês (m. 2006).
- 1920 — Les Leston, automobilista britânico (m. 2012).
- 1922 — Adélia Teixeira de Carvalho, religiosa e vidente católica brasileira (m. 2013).
- 1923 — Jo-Carroll Dennison, atriz e modelo norte-americana (m. 2021).
- 1925
  - Bert Hellinger, psicoterapeuta e escritor alemão (m. 2019).
  - Geir Hallgrímsson, político islandês (m. 1990).
- 1926 — James McCracken, tenor norte-americano (m. 1988).
- 1926 — Peter Dickinson, escritor britânico (m. 2015).
- 1928 — Philip K. Dick, escritor estadunidense (m. 1982).
- 1929 — Nicholas Courtney, ator britânico (m. 2011).
- 1932
  - Rodion Shchedrin, pianista e compositor russo.
  - Henry Taylor, automobilista britânico (m. 2013).
- 1934 — Victor García, diretor teatral e cenógrafo argentino (m. 1982).
- 1935 — Nikos Sampson, político cipriota (m. 2001).
- 1936 — Elisabeth Kopp, política suíça (m. 2023).
- 1937
  - Edward Ruscha, pintor e fotógrafo norte-americano.
  - Giulio Massarani, professor universitário brasileiro (m. 2004).
  - Jair Pires, cantor e compositor brasileiro (m. 2008).
- 1938 — Liv Ullmann, atriz norueguesa.
- 1939
  - Philip Langridge, ator e tenor britânico (m. 2010).
  - Barney McKenna, músico irlandês (m. 2012).
- 1941
  - Alois-Constantino, 9.º Príncipe de Löwenstein-Wertheim-Rosenberg.
  - Kent R. Weeks, egiptólogo norte-americano,
- 1942 — Luis Álvaro de Oliveira Ribeiro, empresário e dirigente esportivo brasileiro (m. 2016).
- 1944
  - John Abercrombie, músico norte-americano (m. 2017).]
  - N!xau, ator namibiano (m. 2003).
- 1945 — Abdolkarim Soroush, escritor e filósofo iraniano.
- 1946
  - Benny Andersson, músico sueco.
  - Debbi Wilkes, ex-patinadora artística canadense.
  - Diane Towler, ex-patinadora artística britânica.
  - Eduard Krieger, futebolista austríaco (m. 2019).
- 1947
  - Ben Cross, ator britânico (m. 2020).
  - Martyn Poliakoff, químico britânico.
- 1948 — Pat Quinn, político norte-americano.
- 1949 — Billy Gibbons, músico, ator, produtor musical e compositor norte-americano.
- 1950
  - Ieremia Tabai, político kiribatiano.
  - Roy Schuiten, ciclista neerlandês (m. 2006).

#### 1951–2001
- 1951
  - Bill Johnson, ator estadunidense.
  - David Schofield, ator inglês.
- 1952
  - Jorge Luis Pinto, treinador de futebol colombiano.
  - Francesco Graziani, ex-futebolista italiano.
- 1955
  - Lorenzo da Áustria-Este, príncipe belga.
  - Xander Berkeley, ator e produtor cinematográfico norte-americano.
  - Rob Levin, empresário e programador norte-americano (m. 2006).
- 1957
  - João Doria, empresário, jornalista, publicitário e ex-político brasileiro.
  - Katie Leigh, dubladora norte-americana.
- 1958
  - Aulis Akonniemi, ex-atleta finlandês.
  - Bart Oates, ex-jogador de futebol americano estadunidense.
- 1959 — Alexander Lebedev, empresário russo.
- 1960 — Sid Eudy, lutador profissional norte-americano (m. 2024).
- 1961
  - Sam Robards, ator norte-americano.
  - Bill Hicks, comediante e músico norte-americano (m. 1994).
  - Fiona Caroline Graham, antropóloga australiana (m. 2023).
  - Shane Black, ator, roteirista e cineasta norte-americano.
  - Jon Tenney, ator norte-americano.
- 1962
  - Luciana Braga, atriz brasileira.
  - Anne Le Ny, atriz, diretora e roteirista francesa.
  - Charly Mottet, ex-ciclista francês.
- 1963 — Benjamin Bratt, ator norte-americano.
- 1965
  - Emeka Ezeugo, ex-futebolista nigeriano.
  - J. B. Smoove, ator, produtor, roteirista e dublador norte-americano.
- 1966 — Dennis Wise, ex-futebolista, treinador de futebol e dirigente esportivo britânico.
- 1967
  - Miranda Otto, atriz australiana.
  - Ion Timofte, ex-futebolista romeno.
  - Donovan Bailey, ex-velocista canadense.
  - Erik Cassel, empresário e programador norte-americano (m. 2013).
- 1968 — Morten Bakke, ex-futebolista norueguês.
- 1969
  - Adam Riess, astrofísico estadunidense.
  - Macedo, ex-futebolista brasileiro.
  - Regina Pessoa, diretora de animação portuguesa.
- 1970
  - Daniel Cosgrove, ator norte-americano.
  - Niko Eeckhout, ex-ciclista belga.
  - Jo Planckaert, ex-ciclista belga.
  - Sandro Forner, ex-futebolista e treinador de futebol brasileiro.
- 1971
  - Paul van Dyk, DJ alemão.
  - Scott Booth, ex-futebolista britânico.
- 1972
  - Željko Kalac, ex-futebolista australiano.
  - Nicole Haislett, ex-nadadora norte-americana.
- 1973
  - Mariza, fadista portuguesa.
  - Themba Mnguni, ex-futebolista sul-africano.
  - Paulo Cesar de Oliveira, ex-árbitro de futebol brasileiro.
- 1975
  - Nao Kawakita, baterista, cantora e locutora de rádio japonesa.
  - Frédérique Jossinet, ex-judoca francesa.
  - Kaba Diawara, ex-futebolista e treinador de futebol francês.
  - Jorge Artigas, ex-futebolista uruguaio.
  - Karla Muga, atriz e coaching brasileira.
- 1977 — Juan Gómez-Jurado, escritor e jornalista espanhol.
- 1978
  - Ryūsuke Hamaguchi, cineasta e roteirista japonês.
  - Rui Duarte, ex-futebolista e treinador de futebol português.
- 1979
  - Brodie Lee, wrestler profissional estadunidense (m. 2020).
  - Trevor Immelman, golfista sul-africano.
- 1980 • Bright Igbinadolor, ex-futebolista nigeriano.
- 1981
  - A.J. Allmendinger, automobilista norte-americano.
  - Krysten Ritter, modelo e atriz norte-americana.
  - Gaby Moreno, cantora guatemalteca.
  - Anna Sedokova, atriz e cantora ucraniana.
- 1982
  - Stanislav Šesták, ex-futebolista eslovaco.
  - Justin Mentell, ator norte-americano (m. 2010).
- 1983
  - Danielle Lloyd, modelo britânica.
  - Roberto Nurse, ex-futebolista panamenho.
  - Nieky Holzken, kickboxer e pugilista neerlandês.
- 1984
  - Theo James, ator britânico.
  - Filomena Cautela, atriz e apresentadora portuguesa.
- 1985
  - Máximo Banguera, futebolista equatoriano.
  - Amanda Setton, atriz norte-americana.
  - José Shaffer, ex-futebolista argentino.
- 1986 — Jason Burnett, ginasta canadense.
- 1987
  - Alejandro Martinuccio, futebolista argentino.
  - Mame Biram Diouf, futebolista senegalês.
- 1988
  - Anna Popplewell, atriz britânica.
  - Mats Hummels, futebolista alemão.
  - Cho Jun-ho, judoca sul-coreano.
  - Chibuzor Okonkwo, ex-futebolista nigeriano.
  - Logan Gomez, automobilista norte-americano.
  - Jacob Lensky, futebolista canadense.
- 1989 — André Simões, futebolista português.
- 1990
  - Lais Yasmin, cantora brasileira.
  - Rebecca Marino, tenista canadense.
  - Aziz Behich, futebolista australiano.
- 1992
  - Steeve Yago, futebolista burquinês.
  - Lieke Martens, futebolista neerlandesa.
  - Tom Rogic, futebolista australiano.
- 1993
  - Neblu, futebolista angolano.
  - Cazzu, rapper, cantora e compositora argentina.
  - Jyoti Amge, atriz indiana.
  - Thiago Braz, atleta de salto com vara brasileiro.
- 1994
  - Stephen Sutton, blogueiro e ativista britânico (m. 2014).
  - Nicola Murru, futebolista italiano.
  - Lucas Olioti, youtuber e humorista brasileiro.
  - Alexey Vermeulen, ciclista norte-americano.
- 1995
  - Ryan Gauld, futebolista britânico.
  - Tyronne Ebuehi, futebolista nigeriano.
- 1996
  - Joel Adams, cantor, compositor e produtor musical australiano.
  - Wilfred Ndidi, futebolista nigeriano.
  - Sergio Reguilón, futebolista espanhol.
- 1997
  - Zara Larsson, cantora sueca.
  - Bassam Al-Rawi, futebolista catari.
- 1998 — Edgar Xavier Marvelo, atleta de wushu taolu indonésio.
- 2000
  - Lincoln Corrêa dos Santos, futebolista brasileiro.
  - Richard Verschoor, automobilista neerlandês.

### Século XXI
- 2001 — Sebastian Croft, ator britânico.
- 2003
  - Justin Edwards, jogador de basquete norte-americano.
  - Arian Salimi, taekwondista iraniano.

## Mortes

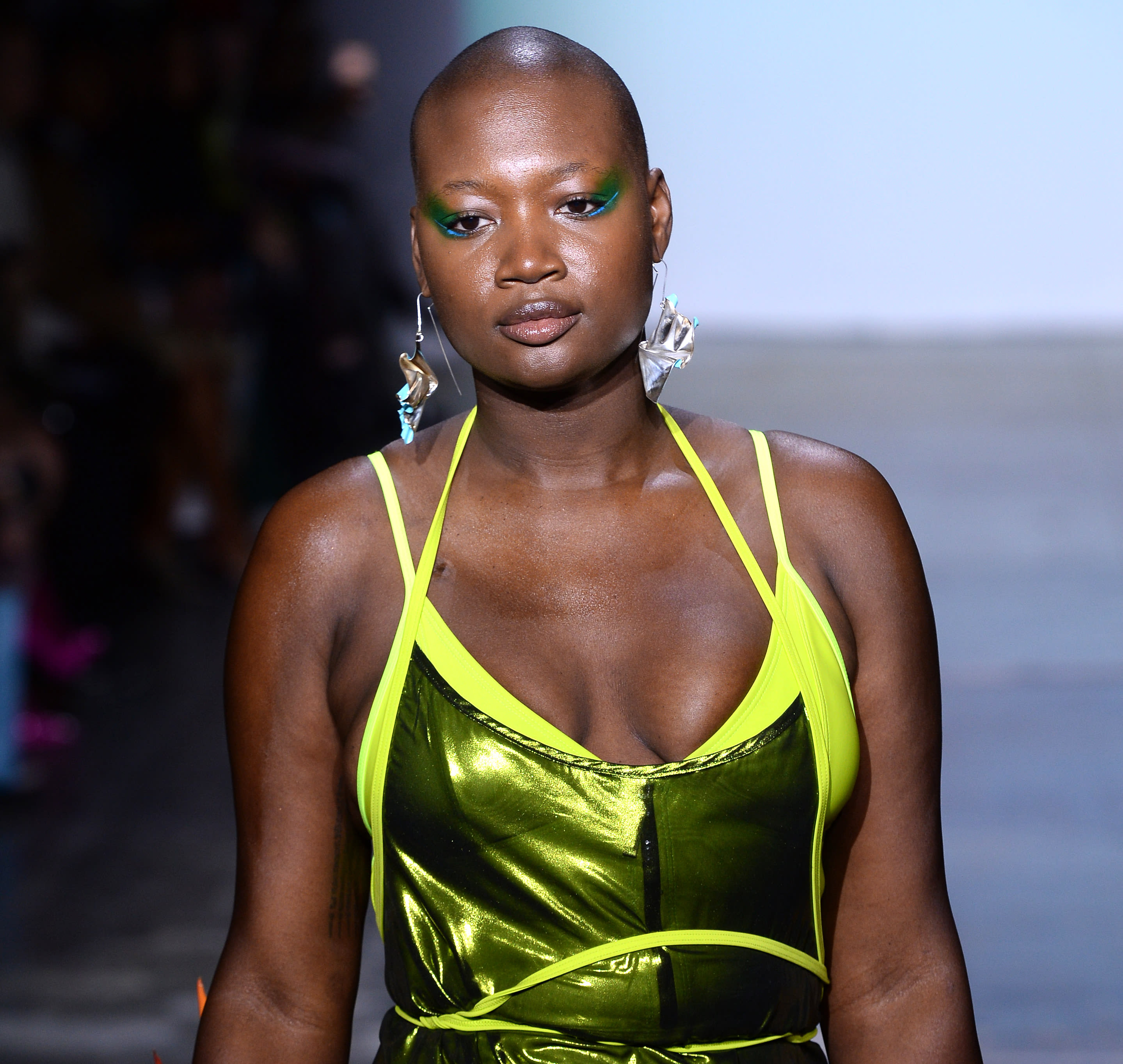
Mama Cax

### Anteriores ao século XIX
- 0705 — Wu Zetian, imperatriz chinesa (n. 625).
- 0875 — Ado de Vienne, arcebispo francês (n. 799).
- 0882 — Papa João VIII (n. 820).
- 0999 — Adelaide da Itália, santa imperatriz da Alemanha (n. 931).
- 1263 — Haakon IV da Noruega (n. 1204).
- 1345 — Carlos de Valois, conde de Valois (n. 1270).
- 1470 — João II, Duque da Lorena (n. 1424).
- 1515 — Afonso de Albuquerque, militar português (n. 1453).
- 1690 — Luísa Isabel da Curlândia, nobre letã (n. 1646).
- 1751 — Leopoldo II de Anhalt-Dessau (n. 1700).
- 1774 — François Quesnay, economista francês (n. 1694).

### Século XIX
- 1859 — Wilhelm Grimm, escritor e folclorista alemão (n. 1786).
- 1871 — Willibald Alexis, escritor alemão (n. 1798).

### Século XX
- 1909
  - Adelaide de Löwenstein-Wertheim-Rosenberg (n. 1831).
  - Lina Morgenstern, escritora, educadora e ativista alemã (n. 1830).
- 1921 — Camille Saint-Saëns, compositor, pianista e organista francês (n. 1835).
- 1922 — Gabriel Narutowicz, político polonês (n. 1865).
- 1930 — Silva Ramos, escritor brasileiro (n. 1853).
- 1944 — Betsie ten Boom, contadora e cristã reformada neerlandesa (n. 1885).
- 1945 — Fumimaro Konoe, político japonês (n. 1895).
- 1965 — William Somerset Maugham, escritor britânico (n. 1874).
- 1976 — Pedro Pomar, político brasileiro (n. 1913).
- 1988 — Sylvester James, cantor norte-americano (n. 1947).
- 1989 — Oscar Alfredo Gálvez, automobilista argentino (n. 1913).
- 1993 — Kakuei Tanaka, político japonês (n. 1918).
- 1997
  - Lillian Disney, ilustradora norte-americana (n. 1899).
  - Nicolette Larson, cantora norte-americana (n. 1952).
  - Richard Warwick, ator inglês (n. 1945).

### Século XXI
- 2004 — Seymour Melman, engenheiro e escritor norte-americano (n. 1917).
- 2005 — John Spencer, ator norte-americano (n. 1946).
- 2007 — Dan Fogelberg, cantor, compositor e guitarrista norte-americano (n. 1951).
- 2009
  - Roy E. Disney, empresário estadunidense (n. 1930).
  - Vladimir Turchinsky, ator e fisiculturista russo (n. 1963).
  - Yegor Gaidar, político russo (n. 1956).
- 2012 — Adam Ndlovu, futebolista zimbabuano (n. 1970).
- 2018 — Isolda Bourdot, compositora brasileira (n. 1957).
- 2019 — Mama Cax, modelo, ativista e influencer de moda haitiana-americana (n. 1989).
- 2020
  - Renê Weber, futebolista e treinador de futebol brasileiro (n. 1961).
  - Rosaly Papadopol, atriz brasileira (n. 1956).
- 2022 — Siniša Mihajlović, futebolista e treinador de futebol sérvio (n. 1969).
- 2023 — Carlos Lyra, cantor, compositor e violinista brasileiro (n. 1933.)

## Feriados e eventos cíclicos

### África do Sul
- Dia da Reconciliação

### Brasil
- Aniversário de Caicó, Rio Grande do Norte.
- Emancipação do município de Osório de Santo Antônio da Patrulha, Rio Grande do Sul.
- Dia do Reservista - Brasil.
- Dia do Teatro Amador

### Mitologia romana
- Roma Antiga - Festival de Sapientia, em honra da deusa da sabedoria (2 dias)

### Cristianismo
- Adelaide da Itália
- Albina de Cesareia
- Ageu
- Hananias, Misael e Azarias
- Judicael
- Nossa Senhora do Novo Advento

## Outros calendários
- No calendário romano era o 17.º dia (XVII) antes das calendas de janeiro.
- No calendário litúrgico tem a letra dominical G para o dia da semana.
- No calendário gregoriano a epacta do dia é v.